# European Centre of Excellence for Countering Hybrid Threats

Logo des Hybrid COE

Das European Centre of Excellence for Countering Hybrid Threats (kurz „Hybrid COE“, finnisch Euroopan hybridiuhkien torjunnan osaamiskeskus, schwedisch Europeiska kompetenscentret för motverkande av hybridhot „Europäisches Kompetenzzentrum für die Bekämpfung Hybrider Bedrohungen“) ist ein internationales Kompetenzzentrum mit Sitz in Helsinki, das praktischen Anwendern und Experten dient. Das Hybrid COE konzentriert sich auf Reaktionen auf Hybride Bedrohungen unter der Schirmherrschaft der Europäischen Union und der NATO. Direktorin ist Teija Tiilikainen.

## Organisation und Aufgabe
Das Hybrid CoE als „Do Tank“ ist zuständig für die praktische Anwendung, führt Schulungskurse und Übungen durch, veranstaltet Workshops für politische Entscheidungsträger und Praktiker und erstellt Weißbücher über „Hybride Bedrohungen“, wie Schwachstellen in einem Stromnetz oder die mögliche Ausnutzung vage formulierter Rechtsvorschriften. Das Zentrum nach finnischem Recht wurde am 11. April 2017 formell mit einer Absichtserklärung („Memorandum of Understanding“) zwischen acht europäischen Staaten und den Vereinigten Staaten in Übereinstimmung mit EU- und NATO-Beschlüssen eingerichtet. Das Zentrum wurde am 3. Oktober 2017 eingeweiht und mit einem Budget von 1,5 Millionen Euro ausgestattet. Es befand sich zunächst im Stadtteil Sörnäinen in Helsinki und war 2018 mit fünfzehn Personen besetzt, die von internationalen Expertennetzwerken unterstützt wurden. Im März 2022 zählte es 22 Mitgliedsstaaten.
Das Hybrid CoE wird durch Kompetenzzentren der NATO für die Entgegnung Hybrider Bedrohungen unterstützt, wie das NATO Strategic Communication Center of Excellence in Riga, das NATO Cooperative Cyber Defence Centre of Excellence in Tallinn oder das Energy Security Centre of Excellence in Vilnius.